# 무릎 꿇고 빌련다
《무릎 꿇고 빌련다》는 1972년 공개된 대한민국의 영화이다.

## 배역
- 김진규
- 신성일
- 윤정희
- 문정숙
- 허장강
- 김희라
- 임해림
- 조영수
- 조춘
- 한혁
- 전숙
- 석인수
- 김소조
- 최연수
- 정미경
- 이영호
- 최일
- 최재호
- 이예성
- 임성포
- 박순봉
- 윤일주
- 박일